# Paramphiascella delamarei
Paramphiascella delamarei är en kräftdjursart som beskrevs av Guille och Soyer 1966. Paramphiascella delamarei ingår i släktet Paramphiascella och familjen Diosaccidae. Inga underarter finns listade i Catalogue of Life.